# Sean Price Williams
Sean Price Williams, né le 1er août 1977 à Wilmington, est un directeur de la photographie américain.
Il est connu pour être le directeur de la photographie sur tous les films de Alex Ross Perry ainsi que sur Mad Love in New York (Heaven Knows What) et Good Time de Joshua et Ben Safdie.

## Filmographie

### Réalisateur
- 2004 : Sean's Beach (court métrage)
- 2011 : Eyes Find Eyes, co-réalisé avec Jean-Manuel Fernandez
- 2021 : Robert Downey: Moment to Moment (court métrage)
- 2023 : The Sweet East

### Directeur de la photographie
- 2007 : Frownland de Ronald Bronstein
- 2008 : Yeast
- 2009 : Impolex de Alex Ross Perry
- 2011 : The Color Wheel de Alex Ross Perry
- 2012 : The Black Balloon
- 2012 : Somebody Up There Likes Me de Bob Byington
- 2012 : Kuichisan
- 2014 : Mad Love in New York (Heaven Knows What) de Joshua et Ben Safdie
- 2014 : Young Bodies Heal Quickly
- 2014 : Listen Up Philip de Alex Ross Perry
- 2014 : Iris
- 2014 : The Vanquishing of the Witch Baba Yaga
- 2014 : If You Take This
- 2015 : Sin Alas
- 2015 : Christmas, Again de Charles Poekel
- 2015 : Queen of Earth de Alex Ross Perry
- 2017 : Marjorie Prime de Michael Almereyda
- 2017 : Golden Exits de Alex Ross Perry
- 2017 : C'est qui cette fille ? (Thirst Street) de Nathan Silver
- 2017 : Good Time de Joshua et Ben Safdie
- 2018 : The Great Pretender de Nathan Silver
- 2018 : Her Smell de Alex Ross Perry
- 2019 : Jobe'z World de Michael M. Bilandic
- 2019 : One Man Dies a Million Times de Jessica Oreck
- 2020 : Tesla de Michael Almereyda
- 2023 : The Sweet East de lui-même
- 2024 : Carla et moi (Between the Temples) de Nathan Silver
- 2024 : Harvest de Athiná-Rachél Tsangári